# طب الكوارث
يُعتبر طب الكوارث أحد التخصصات الفرعية في طب الطوارئ، ويعني التعامل مع الحدث حين وقوعه، بكل استعداد ومهنية وتنظيم ومعالجة آثار الحدث.
ويجب على فِرق الإنقاذ في حالة الكارثة التصرف بسرعة وحكمة، ويقتضي هذا التخصص في مجال الطب والإسعاف حضور دورات تدريبية منتظمة، للإطلاع على آخر المستجدات العلمية والتكنولوجية والتقنية والنفسية للتدريب على الأمن اللازم وكيفية إنقاد الأرواح في حالات الكوارث الطبيعية أو كوارث الحروب والصراعات التي تصيب المدنيين.

## معرض صور

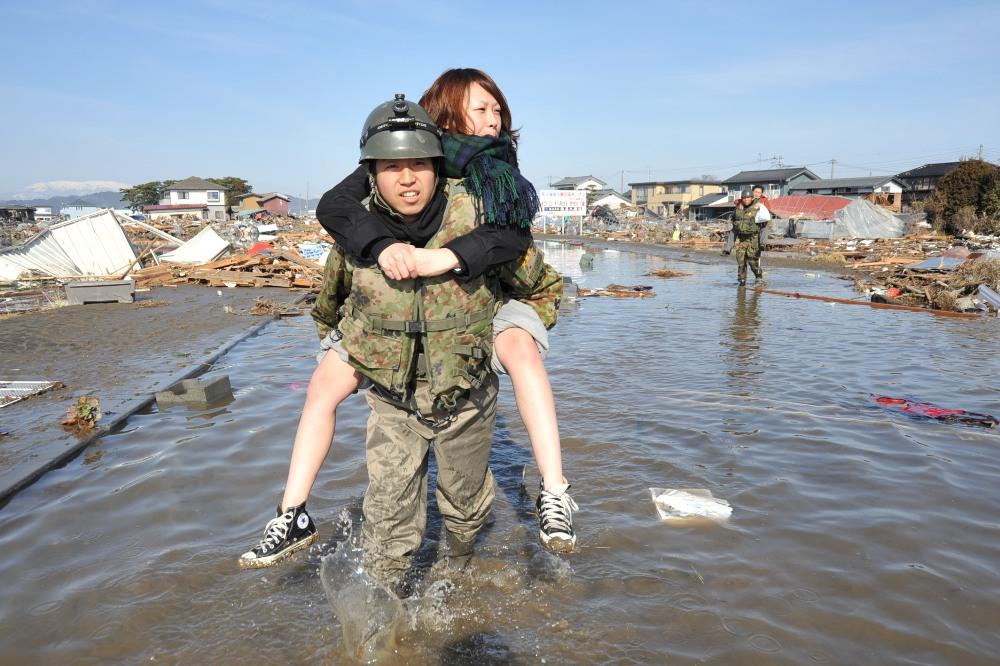
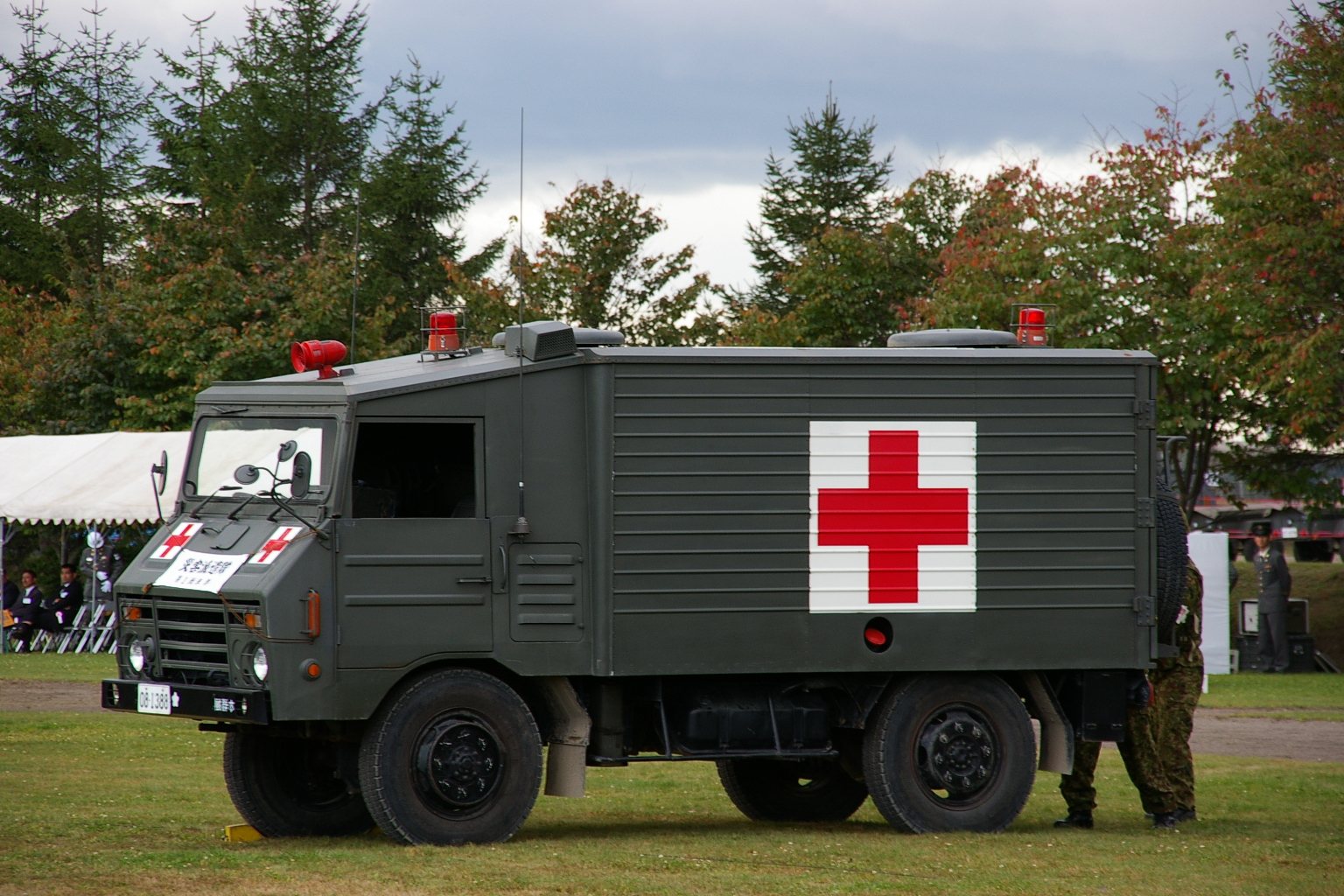
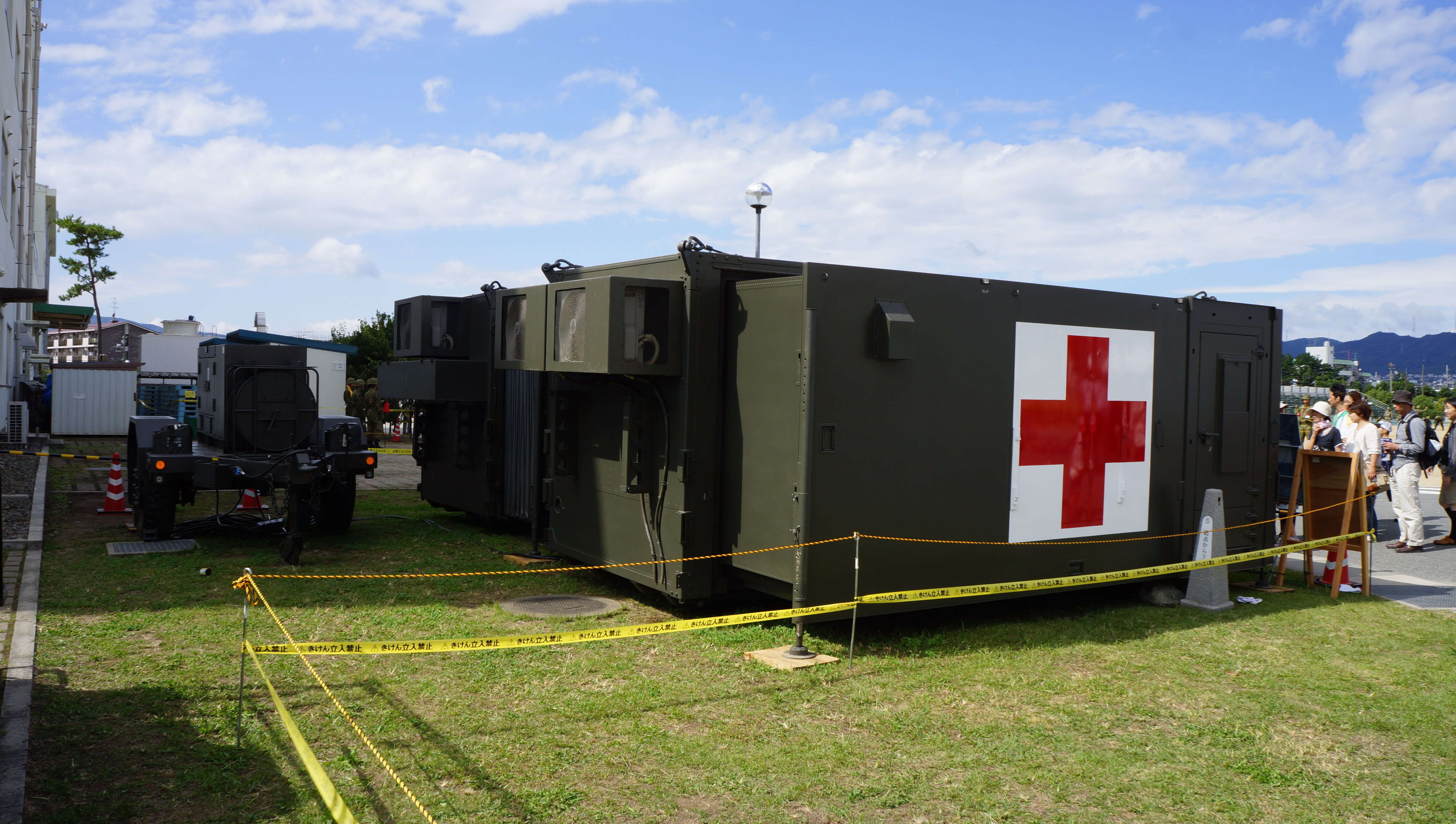
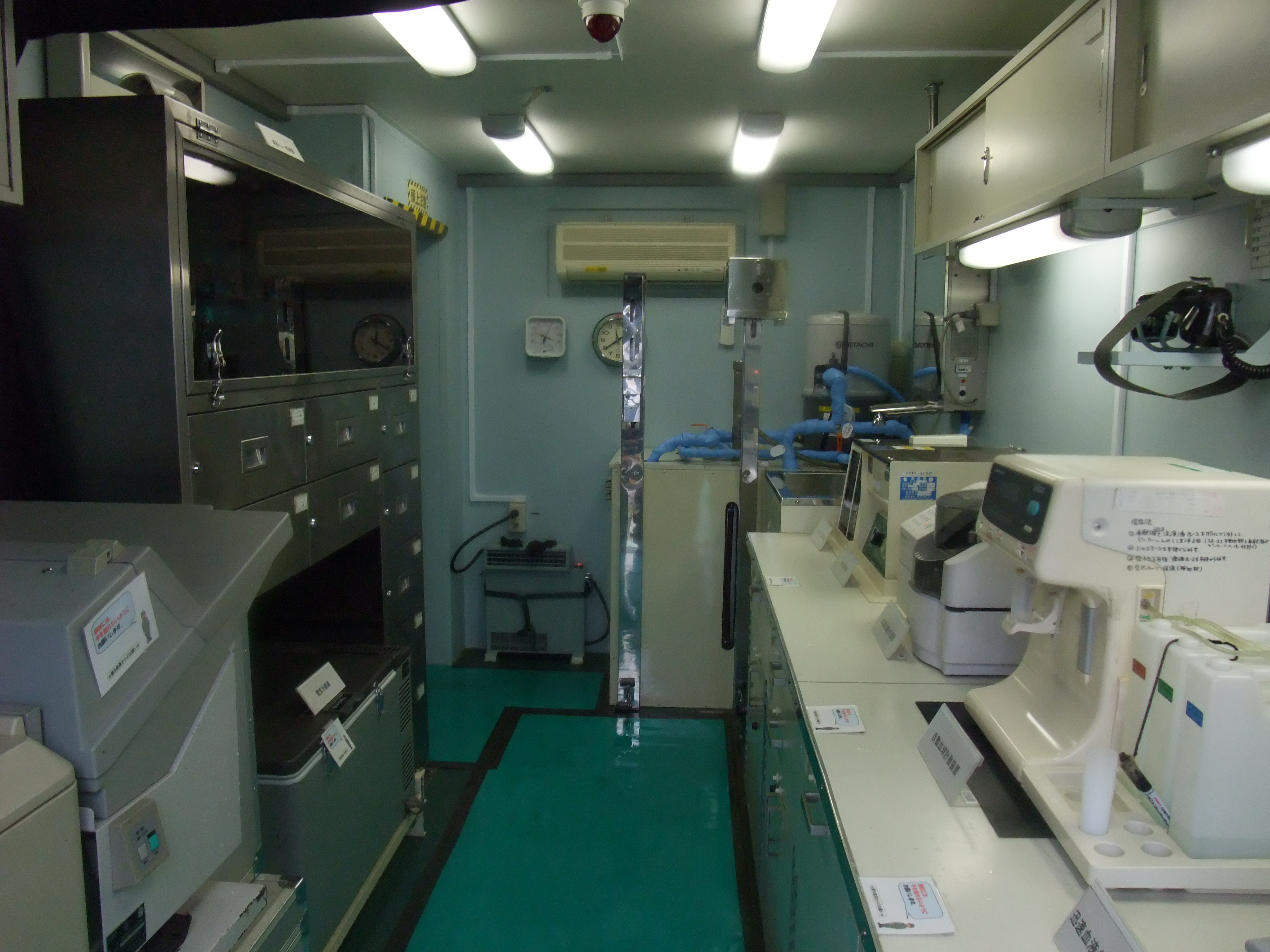
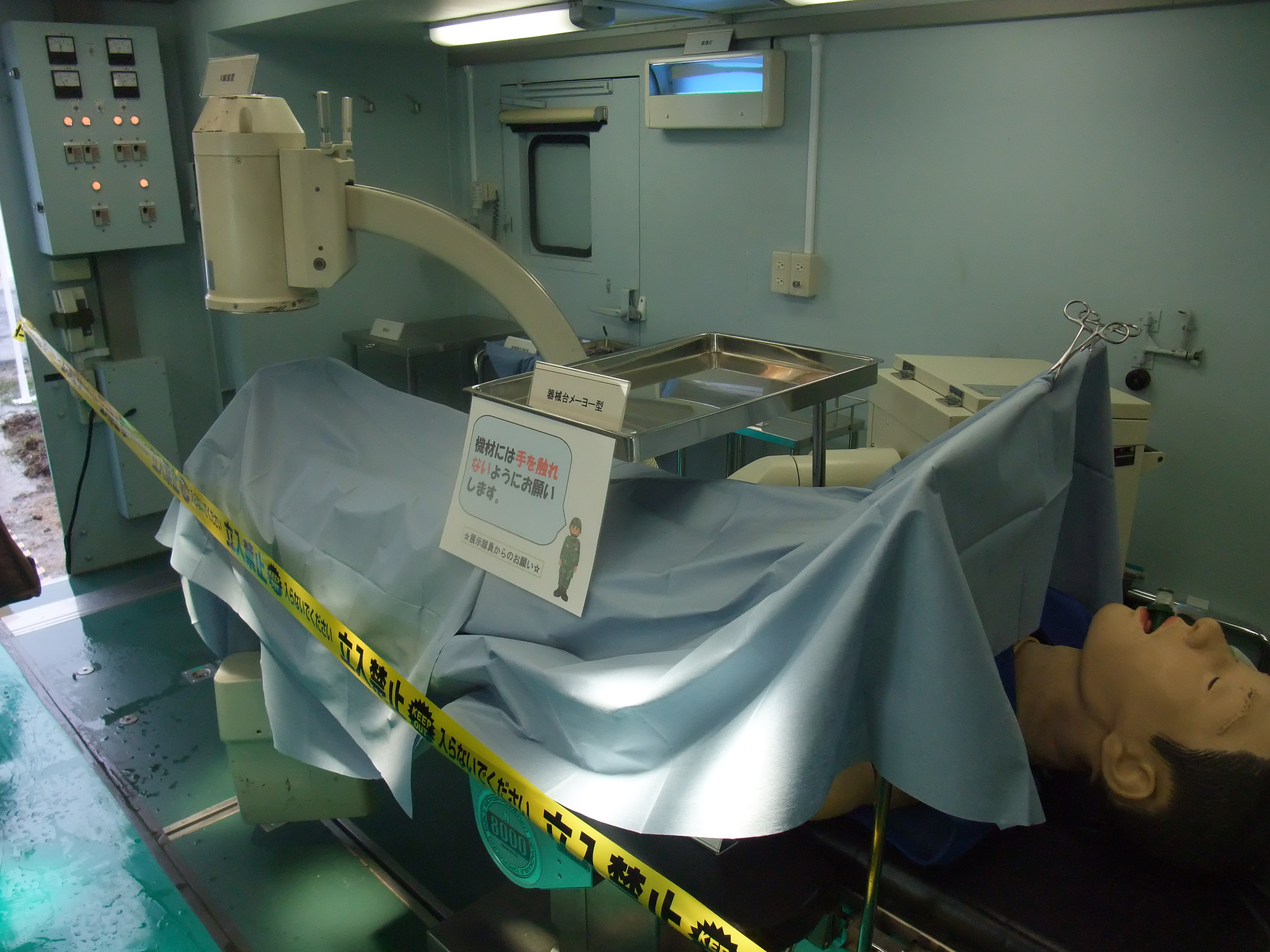
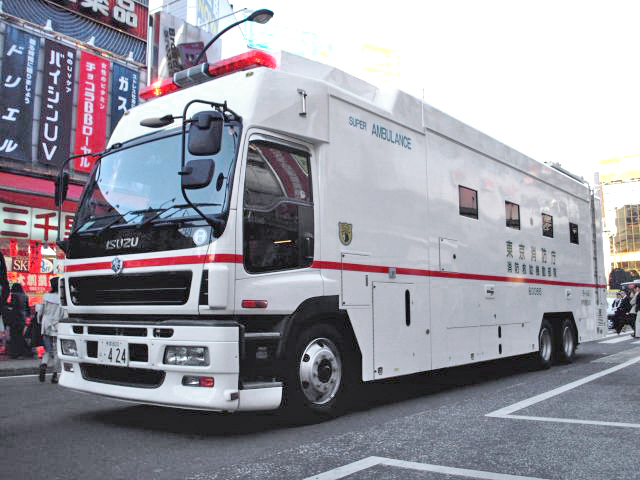
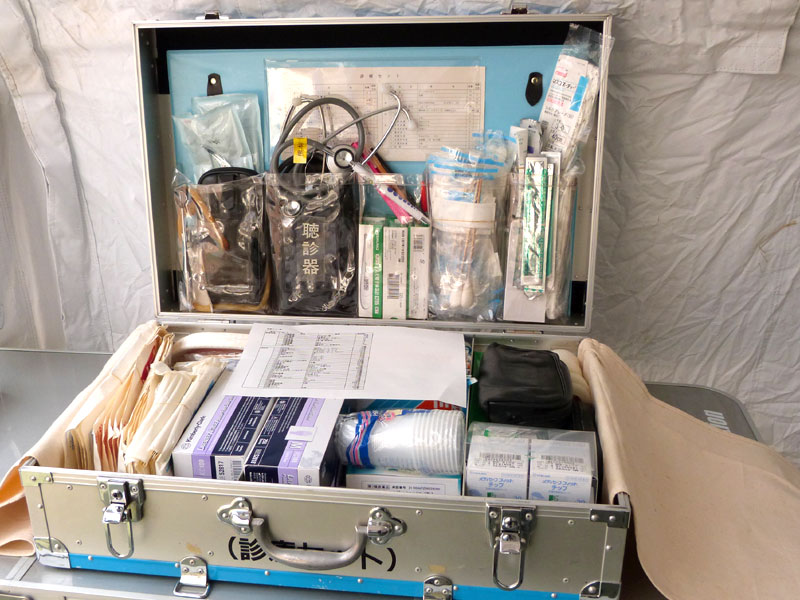
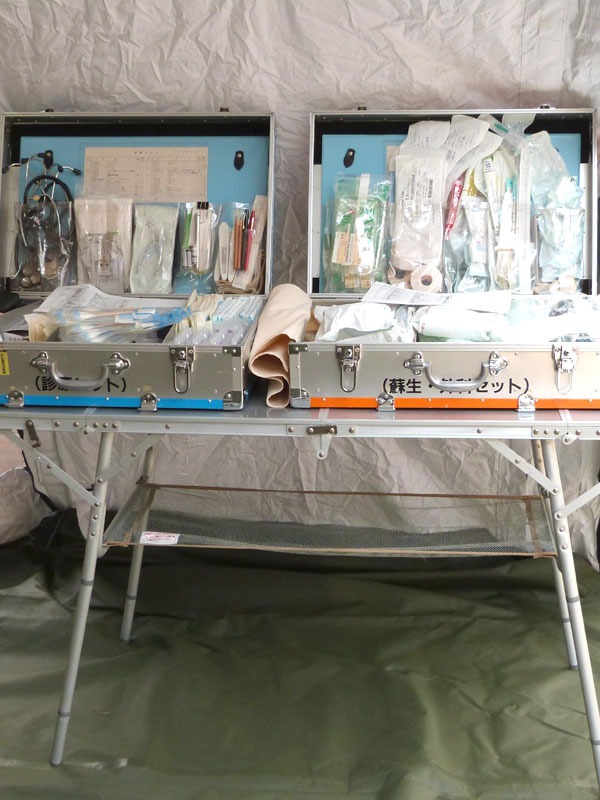
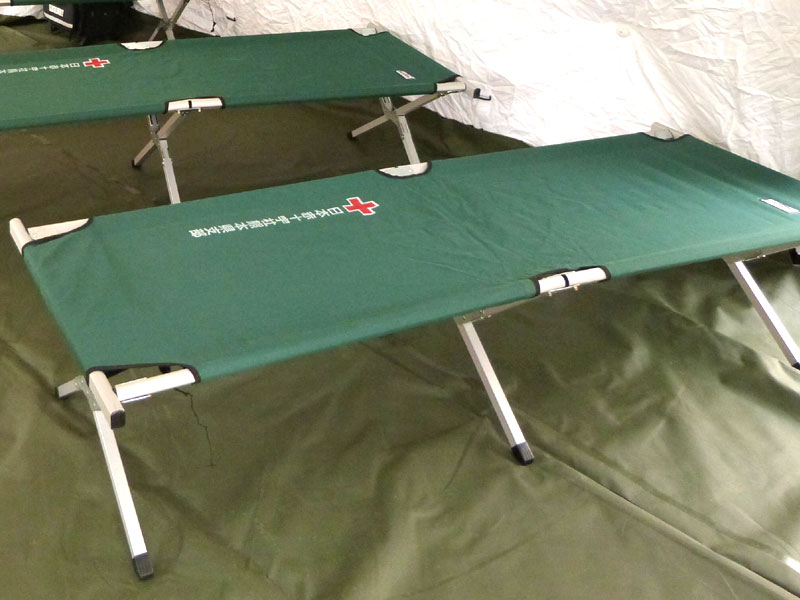
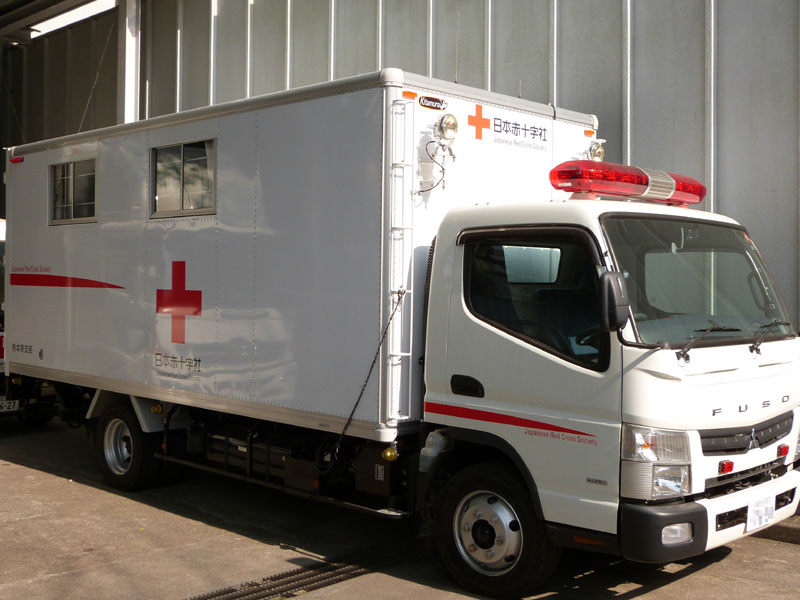